# 高雄卷柏
高雄卷柏（学名：Selaginella repanda）为卷柏科卷柏属下的一个种。

## 扩展阅读
維基物種上的相關：高雄卷柏